# Liste der Baudenkmale in Gusow-Platkow
In der Liste der Baudenkmale in Gusow-Platkow sind alle Baudenkmale der brandenburgischen Gemeinde Gusow-Platkow und ihrer Ortsteile aufgelistet. Grundlage ist die Veröffentlichung der Landesdenkmalliste mit dem Stand vom 31. Dezember 2020.

## Baudenkmale
In den Spalten befinden sich folgende Informationen:
- ID-Nr.: Die Nummer wird vom Brandenburgischen Landesamt für Denkmalpflege vergeben. Ein Link hinter der Nummer führt zum Eintrag über das Denkmal in der Denkmaldatenbank. In dieser Spalte kann sich zusätzlich das Wort Wikidata befinden, der entsprechende Link führt zu Angaben zu diesem Denkmal bei Wikidata.
- Lage: die Adresse des Denkmales und die geographischen Koordinaten. Link zu einem Kartenansichtstool, um Koordinaten zu setzen. In der Kartenansicht sind Denkmale ohne Koordinaten mit einem roten beziehungsweise orangen Marker dargestellt und können in der Karte gesetzt werden. Denkmale ohne Bild sind mit einem blauen bzw. roten Marker gekennzeichnet, Denkmale mit Bild mit einem grünen beziehungsweise orangen Marker.
- Bezeichnung: Bezeichnung in den offiziellen Listen des Brandenburgischen Landesamtes für Denkmalpflege. Ein Link hinter der Bezeichnung führt zum Wikipedia-Artikel über das Denkmal.
- Beschreibung: die Beschreibung des Denkmales
- Bild: ein Bild des Denkmales und gegebenenfalls einen Link zu weiteren Fotos des Baudenkmals im Medienarchiv Wikimedia Commons

### Gusow
| ID-Nr.            | Lage                          | Bezeichnung                                                | Beschreibung | Bild           |
| ----------------- | ----------------------------- | ---------------------------------------------------------- | --- | -------------- |
| 09180235 Wikidata | Karl-Liebknecht-Straße (Lage) | Ruine der Dorfkirche mit Taufengel und Derfflinger-Epitaph | Die ehemalige Kirche wurde von 1666 bis 1670 erbaut. Im Jahre 1945 wurde sie zerstört. Von 2000 bis 2003 wurde die Kirche saniert und wieder eingeweiht. Seit 2006 befindet sich das Derfflinger-Epitaph wieder in der Kirche. | weitere Bilder |
| 09180453 Wikidata | Schloßstraße 7 (Lage)         | Schloss mit Park, Orangerie und Pumpenhaus                 | Das Schloss Gusow wurde 1870 erbaut. Dabei wurden Teile des Vorgängerbaues mit einbezogen. Heute ist in dem Schloss ein Museum. Der Park wurde in der Mitte des 17. Jahrhunderts angelegt. Mit dem Bau des Schlosses wurde der Park umgebaut. Die Orangerie wurde 1880 erbaut. Das Pumpenhaus stammt aus dem ersten Drittel des 19. Jahrhunderts. | weitere Bilder |